# Littérature tatare

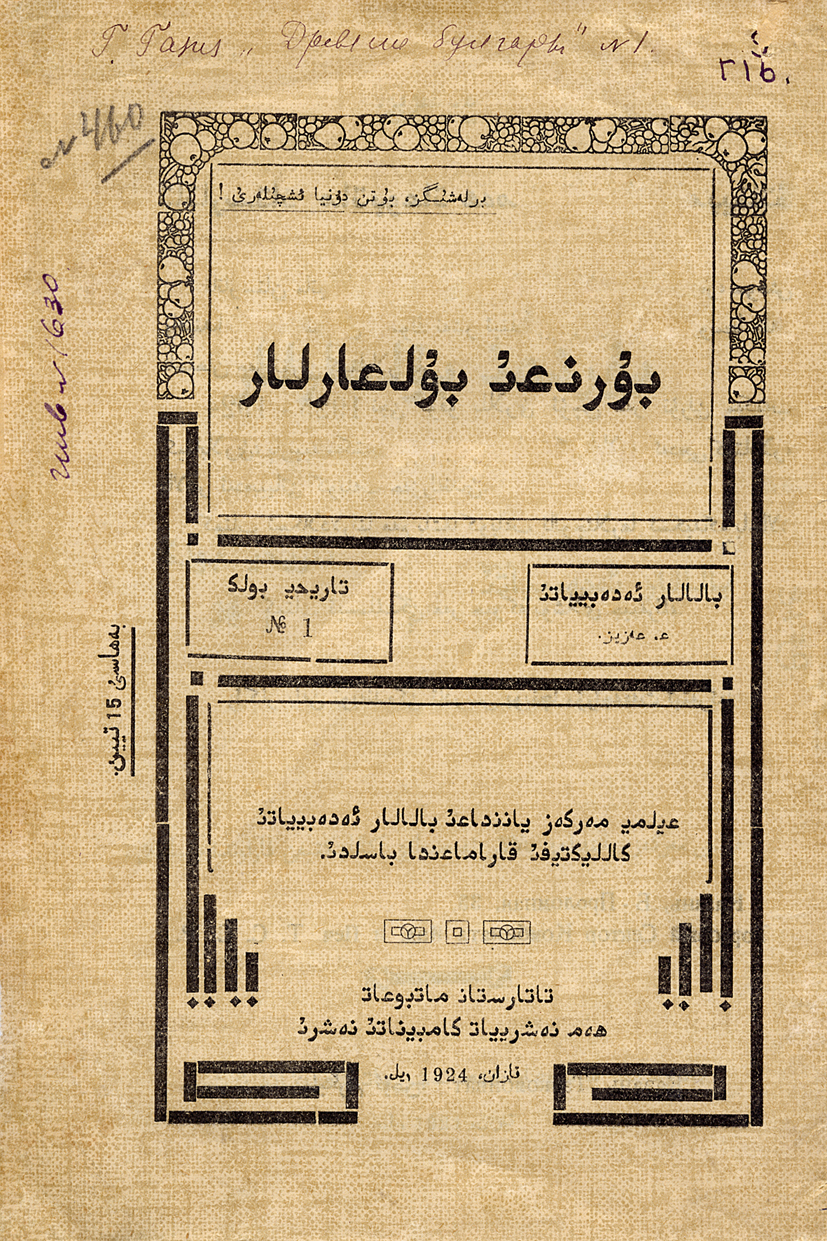
Couverture d'une œuvre tatare

La littérature tatare (Tatars de la Volga), en langue tatar et/ou au Tatarstan, a une ancienne tradition historique. Elle débute, pour les œuvres qui nous sont parvenues, au XIVe et XVe siècles. Elle se développe au début du XIXe siècle et est alors marquée par une influence mystique et soufie.
Dans la deuxième partie du XIXe siècle, un mouvement rationaliste apparaît et affirme sa volonté de faire le lien avec la culture et la science européenne. Le poète tatar Ğabdulla Tuqay (1886-1913) est alors un des promoteurs d'un idéal populaire et démocratique. Lui succède, après la Révolution d'Octobre, une période marquée par l'engagement révolutionnaire des écrivains.
La littérature populaire a une place importante. Les deux formes traditionnelles sont les chansons et les baïti. Les thèmes de la pauvreté, de la dureté de la vie, des amours malheureux prédominent dans les premières. Les baïti sont plutôt des descriptions lyriques de la nature.

## Auteurs tatars
- Kajum Nasyri (1825–1902)
- Ismail Gasprinski (1851-1914), intellectuel, éditeur, politique
- Gabdrakhman Ilyasi (1856–1895), dramaturge, La Fille malheureuse
- Usein Bodaninsky (en) (1877-1938), historien, artiste, critique d'art et ethnographe, et premier directeur du musée du palais de Bakhchisaray
- Mehmet Niyazi (en) (1878-1931), poète, journaliste, instituteur, universitaire, militant tatar
- Ayaz Ishaki (1878-1954)
- Ğäliäsğar Kamal (en) (1879-1933), dramaturge
- Majit Gafouri (ru) (1880-1934)
- Scharif Kamal (1884–1942)
- Fatix Ämirxan (1886-1926)
- Ğabdulla Tuqay (1886-1913)
- Galimdshan Ibragimow (1887–1938)
- Şevqiy Bektöre (en) (1888-1961), poète, éditeur, éducateur, universitaire, militant ethnique
- Abdulla Latif-zade (en) (1890-1938), critique littéraire, poète, écrivain, traducteur, exécuté
- Bekir Tchoban-zade (1893-1937), poète, linguiste
- Chaïkhzada Babitch (1895-1919)
- Zakhida Bournacheva (1895-1977)
- Ableiev Mukhamet (ru) (1900-1941)
- Gumer Baschirow (1901–1999)
- Septar Mehmet Yakub (en) (1904-1991), avocat, penseur, chef spirituel et pacifiste des Tatars et des Turcs de Dobroudja
- Moussa Djali (1906-1944)
- Şamil Aladin (en) (1912-1996), écrivain, poète, traducteur, militant Tatar
- Muazzez İlmiye Çığ (1914-), archéologue turque, hittitiste
- Aziz Nesin (1915-1995), écrivain, journaliste, chroniqueur, éditorialiste, dramaturge et humoriste turc
- Halil İnalcık (1916-2006), universitaire, historien (en anglais et turc)
- Cengiz Dağcı (en) (1919-2011), romancier, poète (en turc)
- Seitumer Emin (en) (1921-2004), écrivain, poète, droits civiques
- Çetin Altan (en) (1927-2015), écrivain, journaliste, politique
- Emel Emin (en) (1938-), poétesse, traductrice, turcologue, éducatrice (en turc)
- Tahsin Gemil (en) (1943-), roumain, historien, traducteur, diplomate
- İlber Ortaylı (1947-), universitaire, historien, turc
- Necip Hablemitoğlu (en) (1954-2002), historien, intellectuel, assassiné
- Murat Gökhan Bardakçı (1955-), journaliste (en turc)

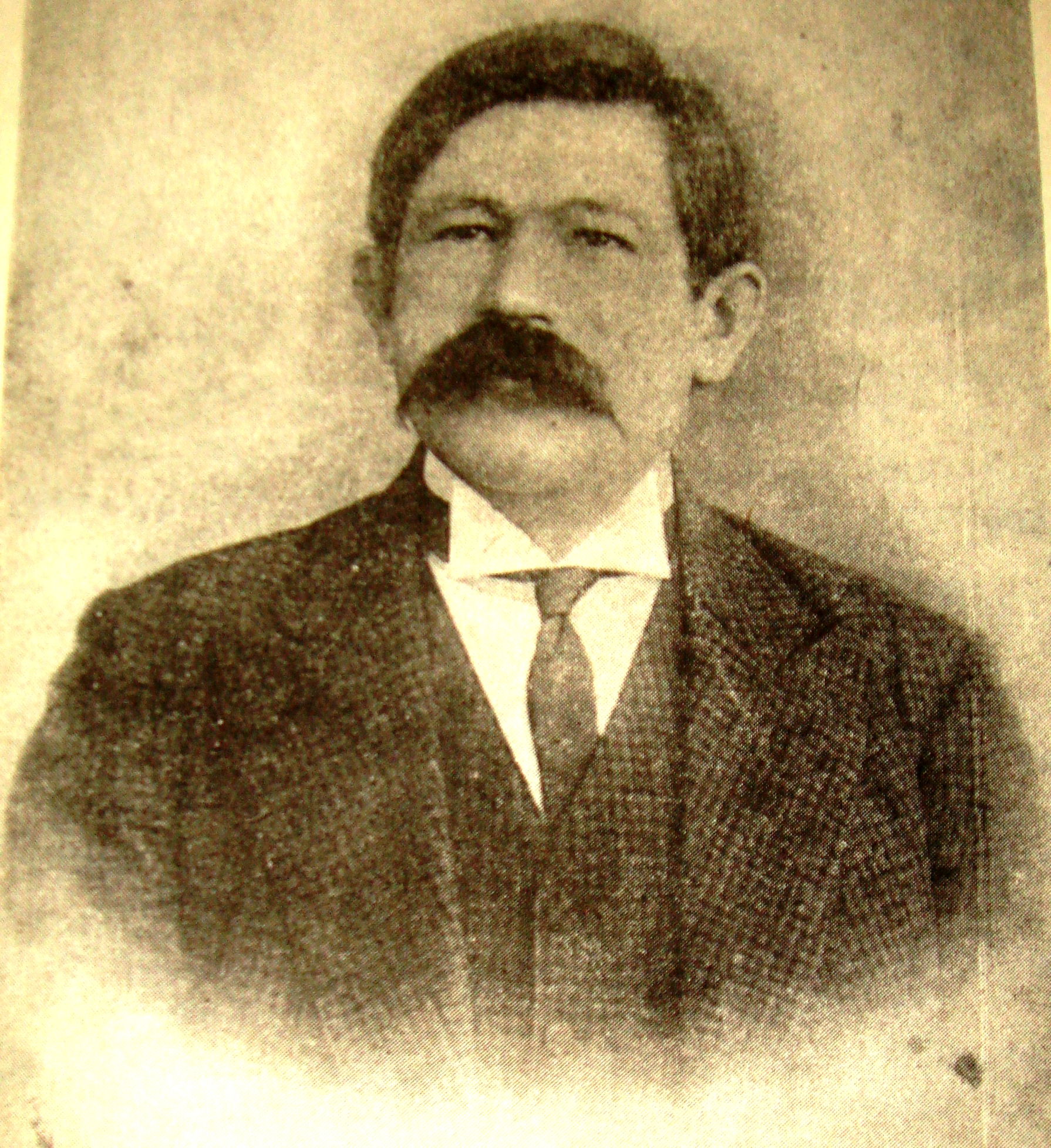
Ayaz Ishaki
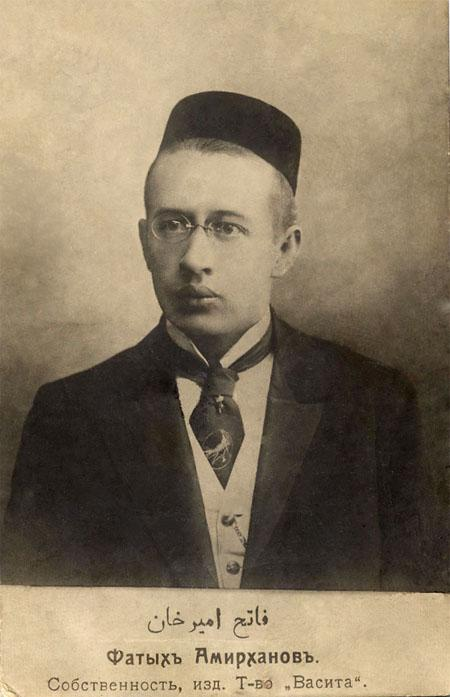
Fatix Ämirxan
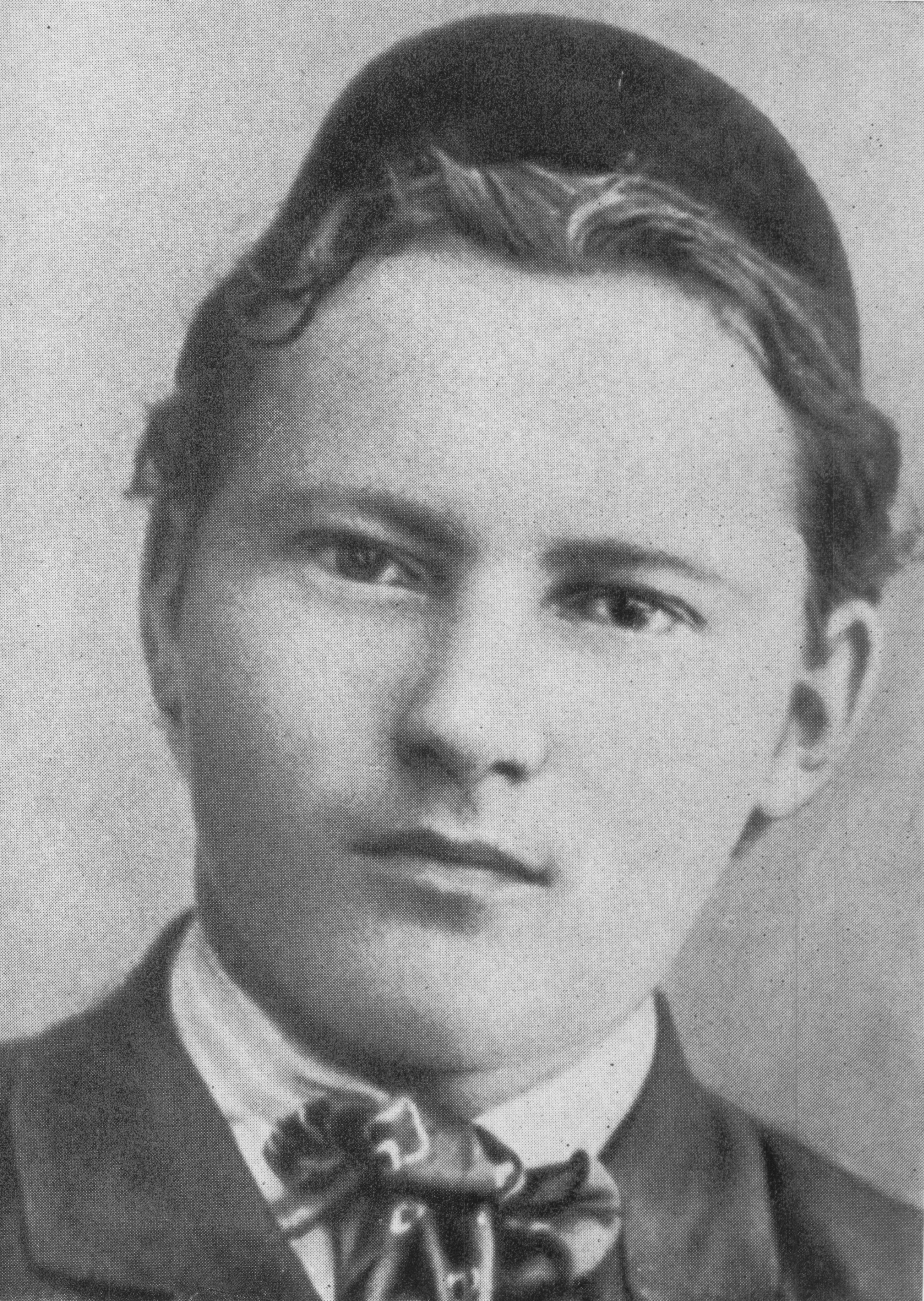
Ğabdulla Tuqay
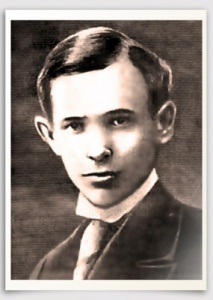
Chaïkhzada Babitch
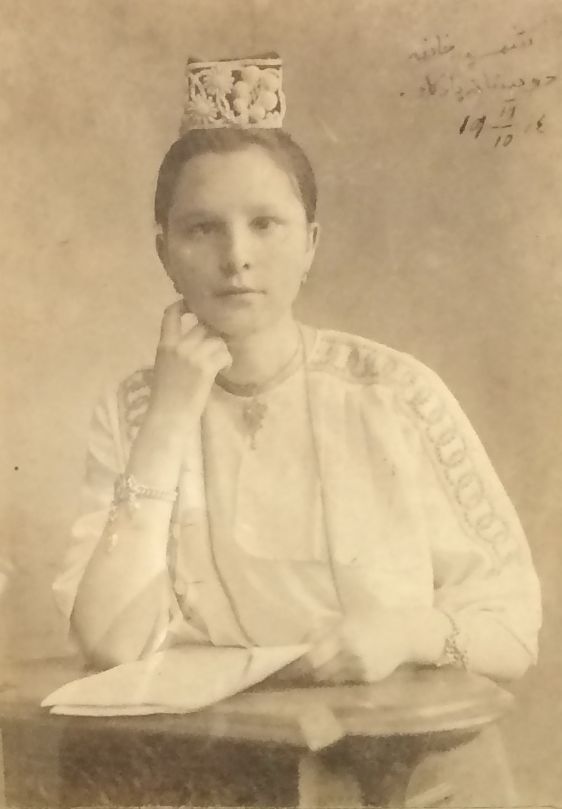
Zakhida Bournacheva
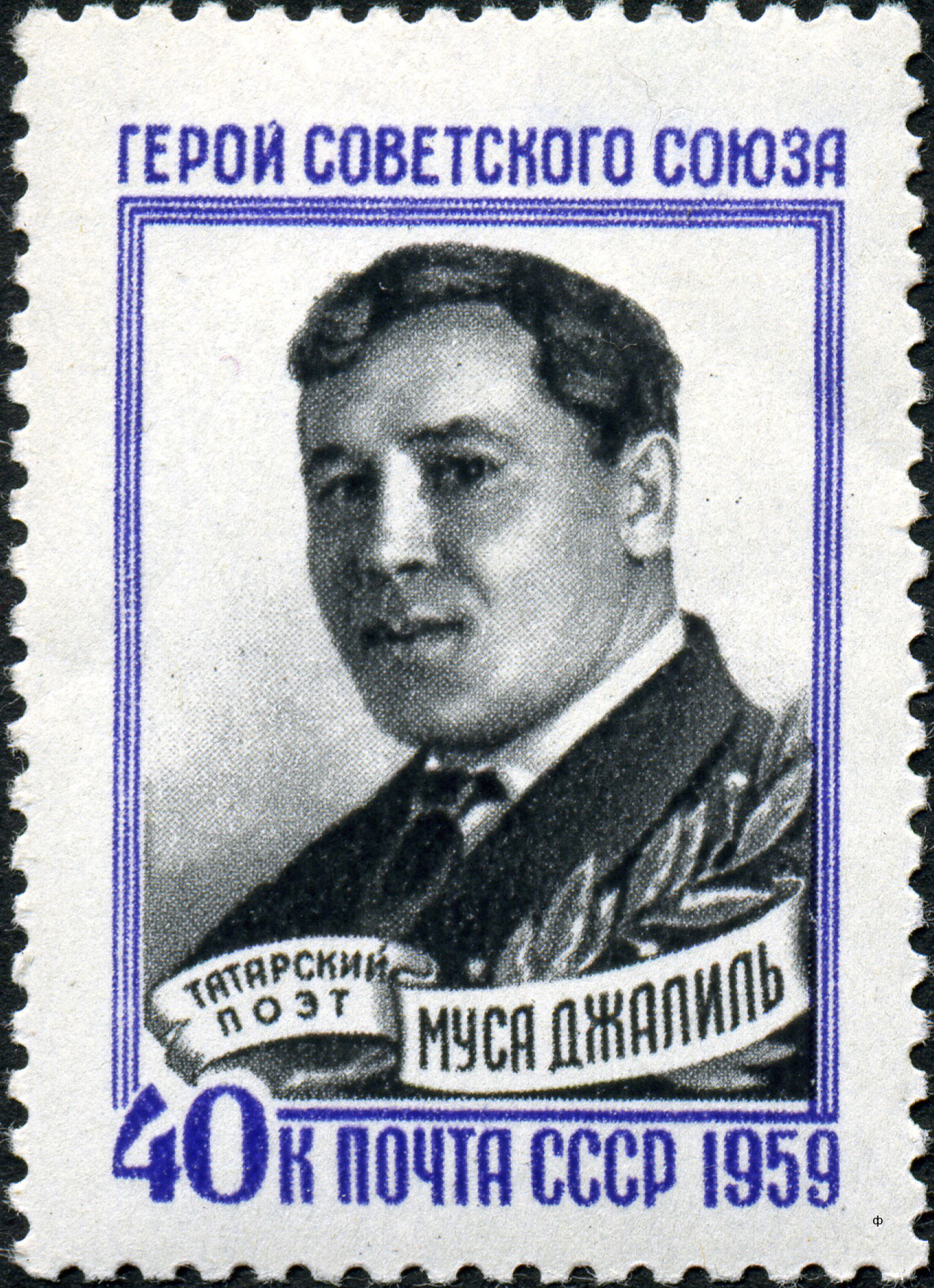
Moussa Djalil